# Équipe du Canada féminine de rugby à XV à la Coupe du monde 2014
Le Canada participe à la Coupe du monde féminine de rugby à XV 2014 qui se déroule du 1er au 17 août 2014 en France en région parisienne. Il s'agit de la septième participation à la Coupe du monde féminine de rugby à XV.
Le Canada fait partie des pays qui ont toujours été représentés au cours de cet évènement sportif qui a été reconnu officiellement par la Fédération internationale de rugby (IRB) à partir de 1998. La Coupe du monde se déroule tous les quatre ans.
Le Canada s'incline en finale 21-9, battues par les Anglaises. C'est la première fois que le Canada parvient à ce stade de la compétition et c'est seulement la quatrième nation à réaliser cette performance.

## Qualification
Douze équipes participent à cette édition : six d'entre elles sont qualifiées d'office tandis que les six autres (q) obtiennent leur place parmi seize prétendants.
Au niveau des Amériques, les États-Unis d'Amérique et le Canada sont qualifiés en tant que cinquième et sixième de l'édition précédente.

## Préparation et contexte
Le Canada a préparé la Coupe du monde par un ensemble de stages et de matchs de haut niveau.
Le Canada dispute la Coupe des Nations, en août 2013, au Colorado, qu'il remporte.
En novembre 2013, la Canada fait une tournée en France et en Angleterre. Un camp de sélection est organisé en avril 2014 à Victoria avant d'affronter à deux reprises les États-Unis. Pour continuer la préparation de la Coupe du monde féminine de rugby à XV 2014, une autre tournée dans l'hémisphère Sud a lieu au début de l'été 2014, avec une victoire 22-0 face aux Australiennes, deux revers face à la Nouvelle-Zélande 16-8 et 33-21. Enfin, le groupe se rend une semaine fin juillet en Bretagne avant le début de la compétition.
Contrairement au rugby à XV, le rugby à sept est un sport olympique, ce qui permet aux athlètes d'obtenir un brevet de Sport Canada. Ainsi, Elissa Alarie, joueuse de rugby à sept, est prise en charge pour les frais d'hébergement et de nourriture; en plus elle peut s'entraîner de façon quotidienne avec l'équipe à Victoria en Colombie-Britannique au centre technique national (appelé centre d'excellence).
À l'inverse, les membres de l'équipe de rugby à XV doivent alterner travail ou études et entraînement. Et les fonds nécessaires à la participation aux tournois disputés à travers la planète ne sont pas couverts par Rugby Canada. C'est un total de 6000 dollars canadiens qu'Elissa Alarie avance personnellement pour pouvoir prendre part à la Coupe du monde 2014.
La délégation canadienne pour cette Coupe du monde est composée de 26 athlètes, d'entraîneurs, d'un kinésithérapeute et d'officiels.

## Les favorites
Les tenantes du titre, les Néo-Zélandaises, sont favorites ; elles ont gagné les quatre précédentes éditions dont les trois dernières (2002, 2006, 2010) contre l'Angleterre,.
Invaincues en 2014, en ayant au passage remporté le Grand Chelem dans le Tournoi des Six Nations 2014, les Françaises espèrent gagner le tournoi à la maison,.
L'Angleterre, trois fois finaliste et régulièrement premières du tournoi des Six Nations (sept années de domination avant le succès des Irlandaises en 2013), y croit également.
Toutefois, les cartes ont été redistribuées depuis quatre ans, des fonds ont été débloqués dans le cadre de l'apparition du rugby à sept comme sport olympique, de la prochaine échéance des Jeux olympiques d'été de 2016. Le Canada, les États-Unis et même l'Irlande et l'Australie apparaissent comme des outsiders,. Aussi, les matchs de poule s'annoncent plus intéressants.

## Résultats

### Villes et stades
Les matches de poule sont disputés au Centre national du rugby de Marcoussis, alors que les matchs de phase finale éliminatoires ont lieu au stade Jean-Bouin, à Paris.
| Marcoussis (France)                       | Paris (France)                          |
| ----------------------------------------- | --------------------------------------- |
| Centre national du rugby Capacité : 1 000 | Stade Jean-Bouin Capacité : 20 000      |
| Le Centre national du rugby à Marcoussis. | Panoramique du Stade Jean-Bouin (Paris) |

### Premier Tour
Le tirage au sort des poules a lieu le 30 octobre 2013 à l'hôtel de ville de Paris et il donne la répartition suivante :
| Poule A - Angleterre - Canada - Espagne (q) - Samoa (q) | Poule B - États-Unis - Irlande (q) - Kazakhstan (q) - Nouvelle-Zélande | Poule C - Afrique du Sud (q) - Australie - France - Pays de Galles (q) |

Le Canada se qualifie pour les demi-finales après deux victoires et un match nul concédé contre l'Angleterre 13-13. Le Canada termine meilleur deuxième de poule.
| Rang | Équipe     | J | V | N | D | Em | Ee | Bo | Bd | Pm  | Pe  | Diff | Pts |
| ---- | ---------- | - | - | - | - | -- | -- | -- | -- | --- | --- | ---- | --- |
| 1    | Angleterre | 3 | 2 | 1 | 0 | 17 | 3  | 2  | 0  | 123 | 21  | +102 | 12  |
| 2    | Canada     | 3 | 2 | 1 | 0 | 12 | 3  | 2  | 0  | 86  | 27  | +59  | 12  |
| 3    | Espagne    | 3 | 1 | 0 | 2 | 8  | 11 | 1  | 0  | 51  | 81  | -30  | 5   |
| 4    | Samoa      | 3 | 0 | 0 | 3 | 2  | 22 | 0  | 0  | 15  | 148 | -133 | 0   |

(mt : 24 - 0)
Points marqués :
- Canada : 4 essais de Harvey (18e), (24e), (35e), Marchak (51e), 4 transformations de Harvey (19e), (25e), (36e), (52e), 1 pénalité de Harvey (31e)
- Espagne : 1 essai de Garcia (78e), 1 transformation de Garcia (79e)

Évolution du score : 5-0, 7-0, 12-0, 14-0, 17-0, 22-0, 24-0, 29-0, 31-0, 31-5, 31-7
Arbitre : Nicky Inwood 
Résumé
| Canada · Titulaires · Elissa Alarie 15 · 18e 24e 35e Magali Harvey 14 · 51e Mandy Marchak 13 · 62e Andrea Burk 12 · 69e Julianne Zussman 11 · Emily Belchos 10 · 75e Stéphanie Bernier 9 · Kelly Russell 8 · Karen Paquin 7 · 26e Barbara Mervin 6 · 52e Latoya Blackwood 5 · Maria Samson 4 · 52e Hilary Leith 3 · 52e Kim Donaldson 2 · Laura Russell 1 · Remplaçants · 52e Marie-Pier Pinault-Reid 16 · 52e 60e à 70e Olivia DeMerchant 17 · 52e Kayla Mack 18 · 26e Jacey Murphy 19 · 75e Julia Sugawara 20 · 62e Brittany Benn 21 · 69e Jessica Dovanne 22 · Entraîneur · François Ratier |  |  |  | Espagne · Titulaires · 15 Marta Cabane 66e · 14 Berta García · 13 Patricia Garcia · 12 Marina Bravo · 11 Eli Martinez · 10 Vanesa Rial · 9 Barbara Pla · 8 Ana Maria Aigneren · 7 Angela Del Pan · 6 Paula Medin · 5 Maria Ribera · 4 Lourdes Alameda 66e · 3 Elena Redondo 57e · 2 Aroa Gonzalez · 1 Maria Sequedo 37e · Remplaçants · 16 Isabel Rico 37e · 17 Rocio Garcia 57e 78e · 18 Diana Gasso 66e · 19 María Casado · 20 Irene Schiavon 66e · 21 Helen Roca · 22 Africa Felez · Entraîneur · Inés Etxegibel |

(mt : 21 - 0)
Points marqués :
- Canada : 6 essais de Marchak (12e), Waters (22e, 66e), Alarie (28e), Bernier (42e), Burk (80e+1), 6 transformations de Harvey (13e), (23e), (29e), (43e) (67e), Burk (80e+2)
- Samoa : 1 essai de Muavae (54e), 1 transformation de Milo (55e)

Évolution du score : 5-0, 7-0, 12-0, 14-0, 19-0, 21-0, 26-0, 28-0, 28-5, 28-7, 33-7, 35-7, 40-7, 42-7
Arbitre : Helen O'Reilly 
Résumé
Le Canada assure l'essentiel en gagnant et en marquant au moins quatre essais pour une victoire bonifiée. Brittany Waters à deux reprises, Mandy Marchak, Elissa Alarie, Stéphanie Bernier et Andrea Burk sont les réalisatrices des isx essais canadiens, Magali Harvey n'a pas marqué d'essai mais elle transforme tous les essais pour un score final de 42-7.
| Canada · Titulaires · 28e Elissa Alarie 15 · 68e Magali Harvey 14 · 12e 53e Mandy Marchak 13 · 81e Andrea Burk 12 · 22e 66e 73e à 80e Brittany Waters 11 · 60e Emily Belchos 10 · 42e Stéphanie Bernier 9 · Kelly Russell 8 · 58e Karen Paquin 7 · Jacey Murphy 6 · 35e 41e 51e 58e Latoya Blackwood 5 · 55e Maria Samson 4 · 51e Olivia DeMerchant 3 · 51e Mary Jane Kirby 2 · Marie-Pier Pinault-Reid 1 · Remplaçants · 51e Hilary Leith 16 · 61e Laura Russell 17 · 35e 41e 51e Tyson Beukeboom 18 · 55e Kayla Mack 19 · 60e Julianne Zussman 20 · 53e Amanda Thornborough 21 · 68e Jessica Dovanne 22 · Entraîneur · François Ratier |  |  |  | Samoa · Titulaires · 15 Brenda Collins 76e · 14 Taliilagi Mefi · 13 Merenaite Faitala-Mariner · 12 Mary-Ann Collins 24e · 11 Justine Luatua · 10 Bella Milo · 9 Tulua Leuluaialii 55e · 8 Helen Collins · 7 Vicki Campbell 69e · 6 Rita Lilii 14e à 24e · 5 Cynthia Taala · 4 Italia Tipelu 61e · 3 Ala Leavasa-Bakulich 51e · 2 Sharlene Fagalilo · 1 Tessa Wright 75e · Remplaçants · 16 Cynthia Apineru 75e · 17 Sally Kaokao 69e · 18 Apaula Kerisiano 61e · 19 Ginia Muavae 51e 54e · 21 Mele Leuluaialii 24e · 22 Tile Start 76e · 26 Roseanne Leaupepe 55e · Entraîneur · Euini Lale Faumuina |

(mt : 5 - 6)
Points marqués :
- Canada : 2 essais de Paquin (14e), Mack (44e), 1 pénalité de Harvey (73e)
- Angleterre : 1 essai de Hunter (56e), 1 transformation de Scarratt (57e), 2 pénalités de Scarratt (8e), (40e)

Évolution du score : 0-3, 5-0, 5-6, 10-6, 10-13, 13-13
Arbitre : Amy Perrett 
Résumé
Anglaises et Canadiennes ont disputé un match engagé et indécis, qui s'est terminé sur un match nul 13-13 et qui a créé une grosse sensation: la Nouvelle-Zélande, quadruple championne du monde en titre, est éliminée.
| Canada · Titulaires · Elissa Alarie 15 · Magali Harvey 14 · Mandy Marchak 13 · Andrea Burk 12 · 66e Jessica Dovanne 11 · Emily Belchos 10 · Stéphanie Bernier 9 · Kelly Russell 8 · 14e 75e Karen Paquin 7 · Jacey Murphy 6 · 75e Maria Samson 5 · 40e Latoya Blackwood 4 · 51e Hilary Leith 3 · 51e Kim Donaldson 2 · Marie-Pier Pinault-Reid 1 · Remplaçants · 51e Laura Russell 16 · 51e Olivia DeMerchant 17 · 55e Mary Jane Kirby 18 · Tyson Beukeboom 19 · 44e 40e Kayla Mack 20 · 75e Julianne Zussman 21 · 66e Brittany Waters 22 · Entraîneur · François Ratier |  |  |  | Angleterre · Titulaires · 15 Danielle Waterman · 14 Katherine Merchant · 13 Emily Scarratt · 12 Rachael Burford · 11 Claire Allan · 10 Ceri Large 64e · 9 Natasha Hunt · 8 Sarah Hunter 54e · 7 Margaret Alphonsi 61e 66e · 6 Heather Fisher 66e · 5 Tamara Taylor · 4 Rebecca Essex · 3 Sophie Hemming 56e · 2 Emma Croker 56e · 1 Rochelle Clark 56e · Remplaçants · 16 Victoria Fleetwood 56e · 17 Laura Keates 56e · 18 Jo McGilchrist 56e · 19 Alex Matthews 64e · 20 La Toya Mason · 21 Katy McLean 61e · 22 Kay Wilson · Entraîneur · Gary Street |

### Phase finale
Tableau
Ce tableau présente une synthèse des matchs disputés pour départager les pays classés de la première à la quatrième place.
|  | Demi-finales    | Demi-finales    |                        |    | Finale          | Finale          |
|  | Demi-finales    | Demi-finales    |                        |    | Finale          | Finale          |
|  |                 |                 |                        |    |                 |                 |
|  | le 13 août 2014 | le 13 août 2014 |                        |    | le 17 août 2014 | le 17 août 2014 |
|  | le 13 août 2014 | le 13 août 2014 |                        |    | le 17 août 2014 | le 17 août 2014 |
|  | Irlande         | 7               |                        |    | le 17 août 2014 | le 17 août 2014 |
|  | Irlande         | 7               |                        |    | le 17 août 2014 | le 17 août 2014 |
|  | Angleterre      | 40              |                        |    | le 17 août 2014 | le 17 août 2014 |
|  | Angleterre      | 40              | Angleterre             | 21 |                 |                 |
|  | le 13 août 2014 |                 | Angleterre             | 21 |                 |                 |
|  |                 | Canada          | 9                      |    |                 |                 |
|  | France          | Canada          | 9                      | 16 |                 |                 |
|  | France          |                 |                        | 16 |                 |                 |
|  | Canada          | 18              |                        |    |                 |                 |
|  | Canada          | 18              | Match pour la 3e place |    |                 |                 |
|  |                 |                 |                        |    |                 |                 |
|  | le 17 août 2014 |                 |                        |    |                 |                 |
|  |                 |                 |                        |    |                 |                 |
|  | Irlande         | 18              |                        |    |                 |                 |
|  | Irlande         | 18              |                        |    |                 |                 |
|  | France          | 25              |                        |    |                 |                 |
|  | France          | 25              |                        |    |                 |                 |

#### Demi-finale
(mt : 6 - 6)
Points marqués :
- France : 2 essais de N'Diaye (66e), Koïta (77e), 2 pénalités d'Agricole (6e), (34e)
- Canada : 2 essais d'Alarie (42e), Harvey (46e), 1 transformation d'Harvey (47e), 2 pénalités d'Harvey (29e), (40e+3)

Évolution du score : 3-0, 3-3, 6-3, 6-6, 6-11, 6-18, 11-18, 16-18
Arbitre :  Helen O'Reilly 
Résumé

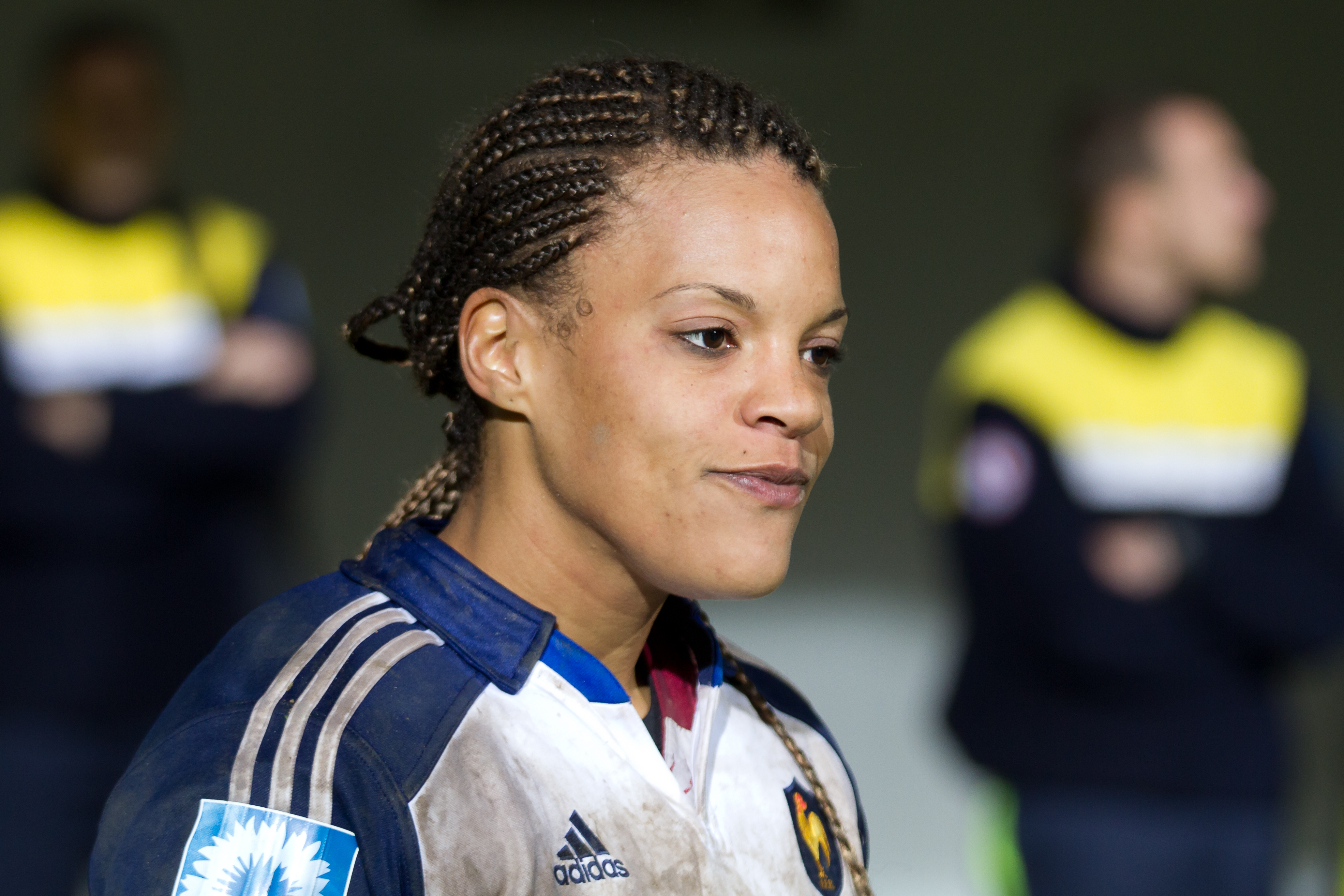
Safi N'Diaye, en gros plan lors de France - Italie 2014.

17000 spectateurs sont présents pour cette demi-finale. La France ouvre le score par un coup de pied de Sandrine Agricole (3-0, 5e minute) qui sanctionne une domination en début de partie. Les Canadiennes répliquent, la Rennaise marque encore (6-3, 33e) même si les Canadiennes sont bien présentes dans le match. Et logiquement deux coups de pied de Magali Harvey (3-3, 28e, 6-6, 41e) donnent un core de parité à la mi-temps.
Dès la reprise, Elissa Alarie marque un essai. Elle s'infiltre autour d'une mêlée spontanée pour marquer après une course de 40 mètres,. Les Françaises subissent là leur premier essai de tout ce Mondial 2014. Dans la foulée, les Françaises perdent un ballon dans les 22 mètres canadiens; Magali Harvey est à la conclusion d'une série de passes canadiennes jusqu'à l'aile, elle marque un essai de 80 mètres sur un exploit personnel,. Les Françaises réagissent. Les avants font le travail, des groupés pénétrants se mettent en place, la France inscrit deux essais en fin de match par Safi N'Diaye, en course pour obtenir le titre de meilleure joueuse du tournoi (16-11, 65e), puis par Laetitia Salles (18-16, 78e). Aucun n'est transformé, ce qui laisse l'avantage final aux Canadiennes.
Le Canada se qualifie pour la finale. C'est la première fois que le Canada parvient à ce stade de la compétition et c'est seulement la quatrième nation à réaliser cette performance.
| France · Titulaires · 72e Christelle Le Duff 15 · 50e Marion Lièvre 14 · Shanon Izar 13 · Marjorie Mayans 12 · 28e à 38e Caroline Ladagnous 11 · Sandrine Agricole 10 · Jennifer Troncy 9 · 66e Safi N'Diaye 8 · 58e Manon André 7 · Coumba Diallo 6 · 77e Assa Koïta 5 · 63e Marine De Nadai 4 · 49e Elodie Portaries 3 · 70e Gaëlle Mignot 2 · 55e Hélène Ezanno 1 · Remplaçants · 70e Laetitia Salles 16 · 55e Lise Arricastre 17 · 49e Christelle Chobet 18 · 63e Sandra Rabier 19 · 58e Laëtitia Grand 20 · 72e Jessy Trémoulière 21 · 50e Élodie Poublan 22 · Entraîneur · Nathalie Amiel |  |  |  | Canada · Titulaires · 15 Elissa Alarie 42e · 14 Magali Harvey 46e · 13 Mandy Marchak · 12 Andrea Burk · 11 Brittany Waters · 10 Emily Belchos · 9 Stéphanie Bernier 39e · 8 Kelly Russell · 7 Karen Paquin · 6 Jacey Murphy · 5 Latoya Blackwood · 4 Maria Samson 62e · 3 Hilary Leith 54e · 2 Kim Donaldson 62e · 1 Marie-Pier Pinault-Reid 54e · Remplaçants · 16 Laura Russell 54e · 17 Olivia DeMerchant 62e · 18 Mary Jane Kirby 54e 76e à 80e · 19 Tyson Beukeboom · 20 Kayla Mack 62e · 21 Julianne Zussman 39e · 22 Jessica Dovanne · Entraîneur · François Ratier |

#### Finale
Contexte
« Nous savons que l'Angleterre est une équipe très forte » déclare l'entraîneur canadien, François Ratier. « Dimanche est une opportunité incroyable pour nous de montrer à quel point le rugby féminin canadien a progressé. Nos athlètes ont passé des années à préparer ce moment et nous sommes tous impatients de relever le défi. » Le Canada et l'Angleterre ont joué quatre fois l'un contre l'autre au cours des 12 derniers mois. Le Canada a gagné deux matchs lors de la Coupe des Nations 2013 à Denver, l'Angleterre a gagné le test-match disputé en novembre 2013 en Angleterre. Les équipes ont enfin fait match nul 13-13 en poule à Marcoussis.
(mt : 3 - 11 )
Points marqués:
- Canada : 3 pénalités d'Harvey (40e+2), (45e), (58e).
- Angleterre : 2 essais de Waterman (33e), Scarratt (74e), 1 transformation de Scarratt (75e), 3 pénalités de Scarratt  (11e), (25e), (60e).

Évolution du score : 0-3, 0-6, 0-11, 3-11, 6-11, 9-11, 9-14, 9-21.
Arbitre :
Résumé

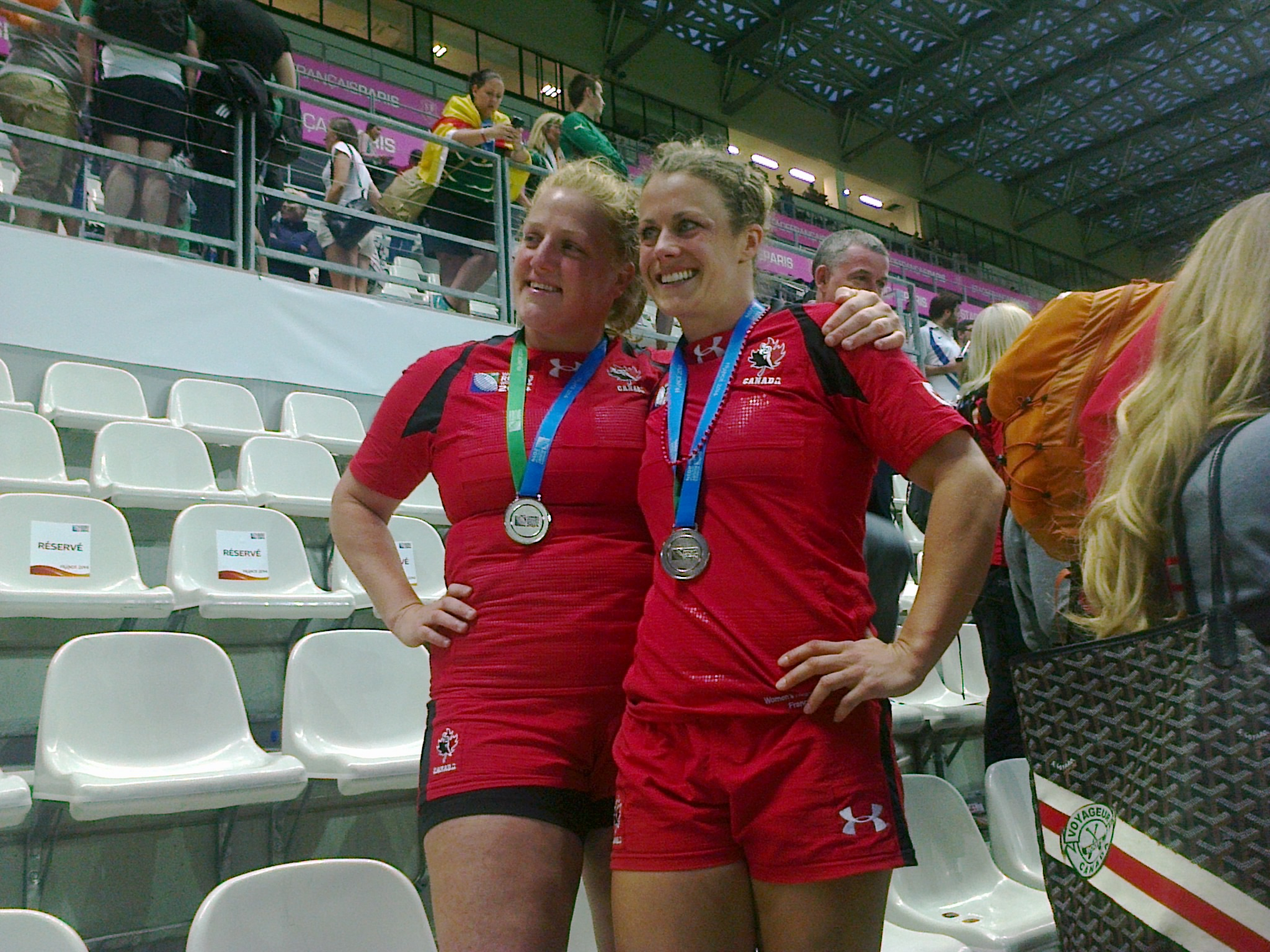
Hilary Leith et Andrea Burk, coéquipières du club de Capilano Rugby Club, posent ensemble avec la médaille d'argent autour du cou dans les tribunes du stade Jean-Bouin, après la finale de Coupe du monde Angleterre-Canada.

L'Angleterre met la pression la première en début de match, usant des gabarits de son équipe pour tenter des offensives et faire plusieurs progressions dangereuses dans le camp canadien. Natasha Hunt utilise sa pointe de vitesse pour perforer et amener la défense à la faute. Emily Scarratt en profite pour ouvrir le score avec une pénalité inscrite à la 11e minute du match. L'Angleterre devrait marquer davantage de points, mais la défense du Canada est solide avec quelques placages appuyés. Hunt est stoppée avant de pouvoir marquer un essai. C'est Scarratt qui aggrave le score à la 25e minute (6-0). Le jeu est maintenu dans le camp canadien et Danielle Waterman finit par marquer le premier essai du match après 33 minutes (11-0).
Le Canada joue mieux en fin de première mi-temps. Magali Harvey inscrit une première pénalité. Le Canada persévère et l'ailière canadienne ajoute six nouveaux points au pied (11-3 (40e+2), 11-6 (45e), 11-9 (58e)). L'Angleterre profite d'une faute pour reprendre 5 points davantage une minute plus tard (14-9); malgré les tentatives offensives canadiennes, c'est Scarratt qui assure la victoire de son équipe en marquant un essai transformé à la 74e minute pour donner un avantage décisif de 21-9.
Scarratt a inscrit 16 points pour son équipe en finale, 70 dans le tournoi, ce qui en fait la meilleure réalisatrice... devant Magali Harvey auteure de 61 points.
| Canada Titulaires Julianne Zussman 15 Magali Harvey 14 Mandy Marchak 13 Andrea Burk 12 Jessica Dovanne 11 Emily Belchos 10 Elissa Alarie 9 Kelly Russell 8 Karen Paquin 7 Jacey Murphy 6 Maria Samson 5 Latoya Blackwood 4 Hilary Leith 3 Kim Donaldson 2 Marie-Pier Pinault-Reid 1 Remplaçants Laura Russell 16 Olivia DeMerchant 17 Mary Jane Kirby 18 Tyson Beukeboom 19 Kayla Mack 20 Julia Sugawara 21 Brittany Waters 22 Entraîneur François Ratier |  |  |  | Angleterre · Titulaires · 15 Danielle Waterman 33e 47e 52e · 14 Katherine Merchant 70e · 13 Emily Scarratt 74e · 12 Rachael Burford 78e · 11 Kay Wilson · 10 Katy McLean · 9 Natasha Hunt 78e · 8 Sarah Hunter · 7 Margaret Alphonsi · 6 Marlie Packer 65e · 5 Jo McGilchrist 54e · 4 Tamara Taylor · 3 Sophie Hemming 54e · 2 Victoria Fleetwood 58e · 1 Rochelle Clark · Remplaçants · 16 Emma Croker 58e · 17 Laura Keates 54e · 18 Rebecca Essex 54e · 19 Alex Matthews 65e · 20 La Toya Mason 78e · 21 Ceri Large 78e · 22 Claire Allan 47e 52e 70e · Entraîneur · Gary Street |

### Honneurs
À titre personnel, Magali Harvey et Kelly Russell sont retenues comme deux des quatre meilleures joueuses du tournoi et donc postulantes au titre de meilleure joueuse de l'année 2014. Le jour de la finale, la lauréate est désignée; c'est Magali Harvey qui remporte ce titre honorifique.

## Aspects extra-sportifs
Ce paragraphe traite de la diffusion de la Coupe du monde au Canada et des aspects économiques.
Au niveau sportif, des joueurs de rugby à XV professionnels américains et canadiens jouent en Europe ou dans l'hémisphère Sud, et chaque équipe nationale masculine et féminine canadienne dispute la coupe du monde tous les quatre ans avec un bon niveau. Cepdendant, les rugby américains et canadiens sont des sports amateurs ou semi-professionnels et la couverture médiatique du rugby est faible. François Ratier se félicite dans un entretien que les matchs soient pour une fois télévisés en direct sur RDS,. Côté anglophone, c'est TSN qui retransmet les matchs et la finale contre l'Angleterre est diffusée sur TSN2 à 10:30 a.m. heure de l'Atlantique.
En 2007, François Ratier est interrogé dans le cadre de l'organisation de la Coupe du monde de rugby à XV 2007. Il précise: « le rugby est encore un sport intégralement amateur. Il n'y a pas d'aide publique et, comme ce sport n’est pratiquement pas télévisé, il y a très peu de partenaires privés ».
À la question du journaliste « Qui finance le rugby au Canada ? », François Ratier répond : « Les joueurs essentiellement. Jouer au rugby au Canada est pour eux un double défi, surtout à haut niveau. C'est un défi sportif, mais c'est aussi un défi financier. Ils payent leur voyage, prennent des congés, etc. ».
Selon Luc Harvey, l'ancien chef du Parti conservateur du Québec et le père de Magali Harvey, « J'ai trois filles qui jouent au rugby. Ce n'est pas toujours évident. Il y a un moment où ça pouvait coûter jusqu'à 16 000 dollars canadiens par été pour que les filles pratiquent leur sport ». Pour disputer la Coupe des Nations l'été 2013, chaque joueuse a versé 1 600 dollars canadiens.
Pour récolter des fonds, les joueuses de l'équipe nationale à sept posent dans un nu artistique dans un calendrier de l'année 2013; l'objectif est d'amasser 100 000 dollars canadiens, en vendant 5000 calendriers à 20 dollars l'unité,.